# Ле Курт, Джусто
Джусто Ле Курт, Жюст ле Корт, или Жосса де Корте (итал. Giusto Le Court; 1627, Ипр — 7 октября 1679, Венеция), — фламандский скульптор. Работал в стиле римского барокко в Венеции.

## Жизнь и творчество
О жизни художника известно крайне мало. Он родился в Ипре, городе, расположенном в Западной Фландрии, близ границы с Францией. Учился скульптуре в Риме, у Франсуа Дюкенуа, также фламандца, который с 1625 года сотрудничал с Джованни Лоренцо Бернини на строительстве собора Святого Петра. Своеобразный стиль римского барокко, сложившийся под влиянием Бернини, Алессандро Альгарди и Дюкенуа, Джусто Ле Курт перенёс в Венецию и область Венето.
Ле Курт создал скульптуры главного алтаря церкви Сан-Никола-да-Толентино в Венеции, спроектированного архитектором Бальдассаре Лонгеной. Скиния алтаря условно воспроизводит кувуклию храма Гроба Господня в Иерусалиме. Её окружают мраморные ангелы и шесть ангелов-кариатид.
Также по проекту Б. Лонгены сделан алтарь Капеллы Распятия в церкви Санта-Мария-Глорьоза-дей-Фрари (1663). Его шедевр — алтарь Малой ротонды с иконой Месопандитиссы церкви Санта-Мария-делла-Салюте, на котором представлена Царица Небесная, изгоняющая Чуму из Венеции (1670—1674).
Ле Джусто принадлежат и другие работы: статуя Антонио Барбаро на фасаде церкви Санта-Мария-дель-Джильо, теламоны церкви Оспедалетто (Chiesa dell’Ospedaletto) в Венеции и статуя Сан-Герардо-Сагредо в капелле Сагредо в церкви Сан-Франческо-делла-Винья в Венеции. Другими значительными работами являются надгробные памятники Катерине Корнер в базилике дель Санто в Падуе и Леониде Биссари в базилике Монте Берико в Виченце.
Среди его венецианских учеников были Генрих Мейринг (Энрико Меренго), Джованни Бонацца, Франческо Кавриоли, Франческо Пенсо и Орацио Маринали.

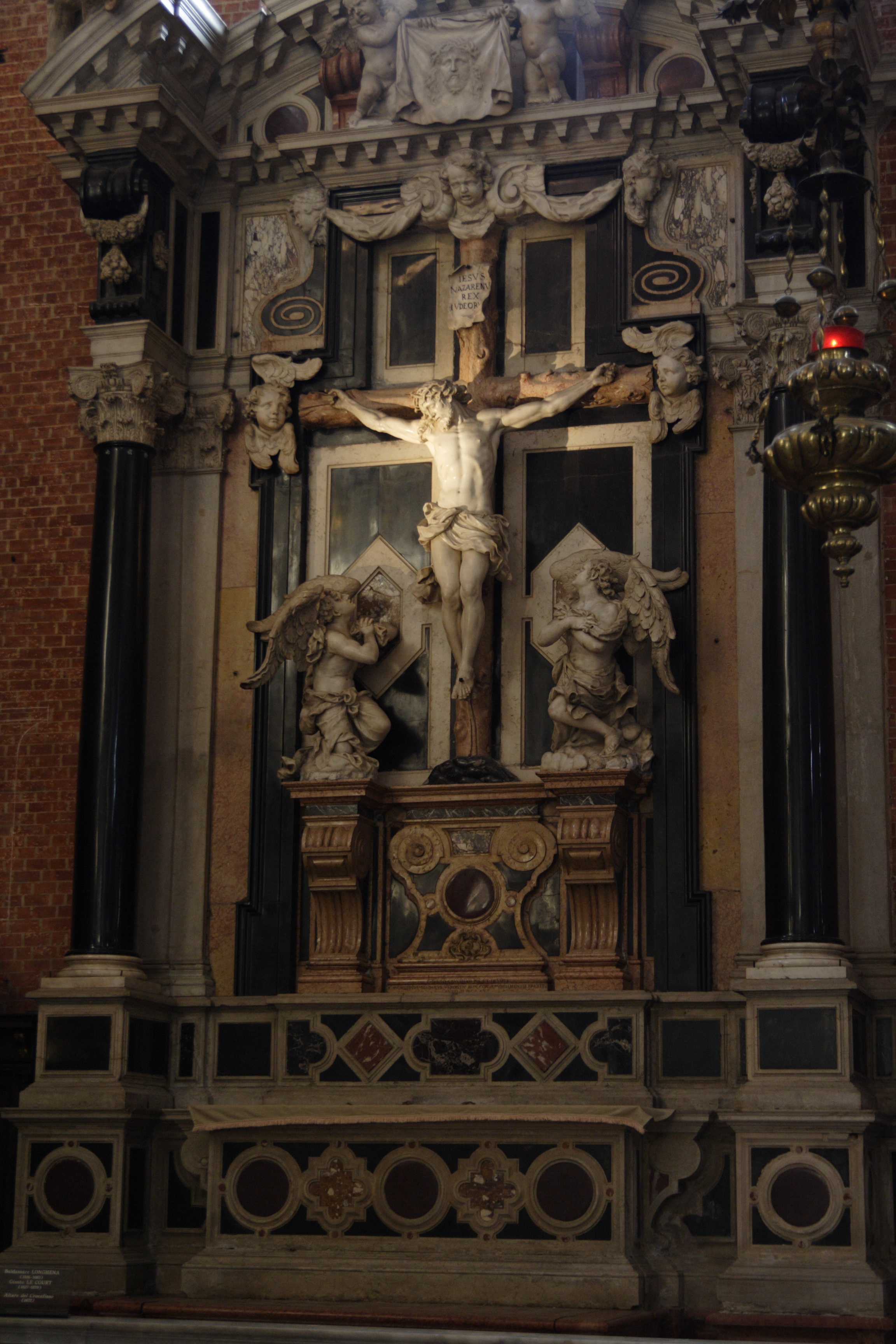
Алтарь Капеллы Распятия церкви Санта-Мария-Глорьоза-дей-Фрари. 1663. Венеция
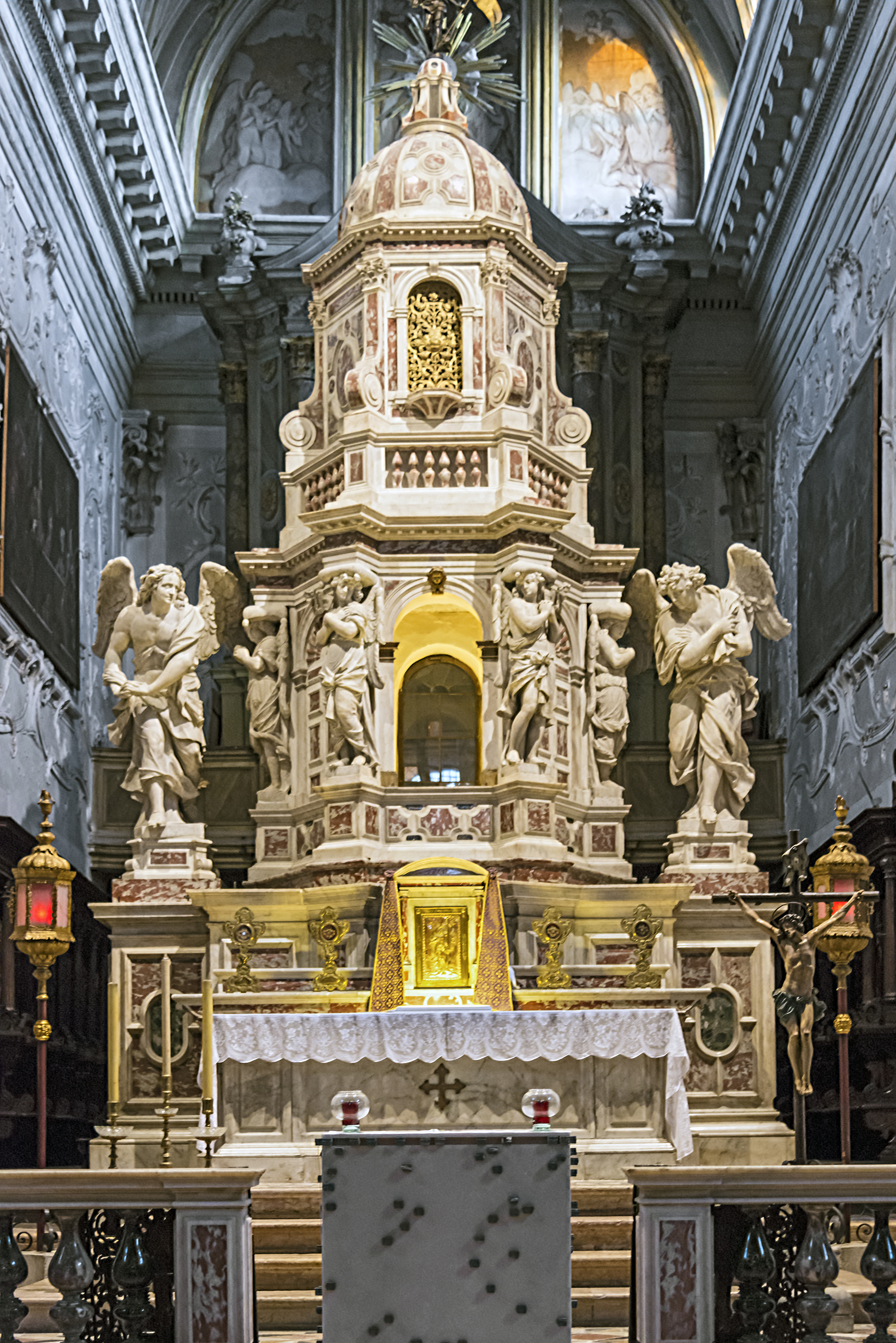
Главный алтарь церкви Сан-Никола-да-Толентино. Проект Б. Лонгены. Скульптуры Джусто Ле Курта
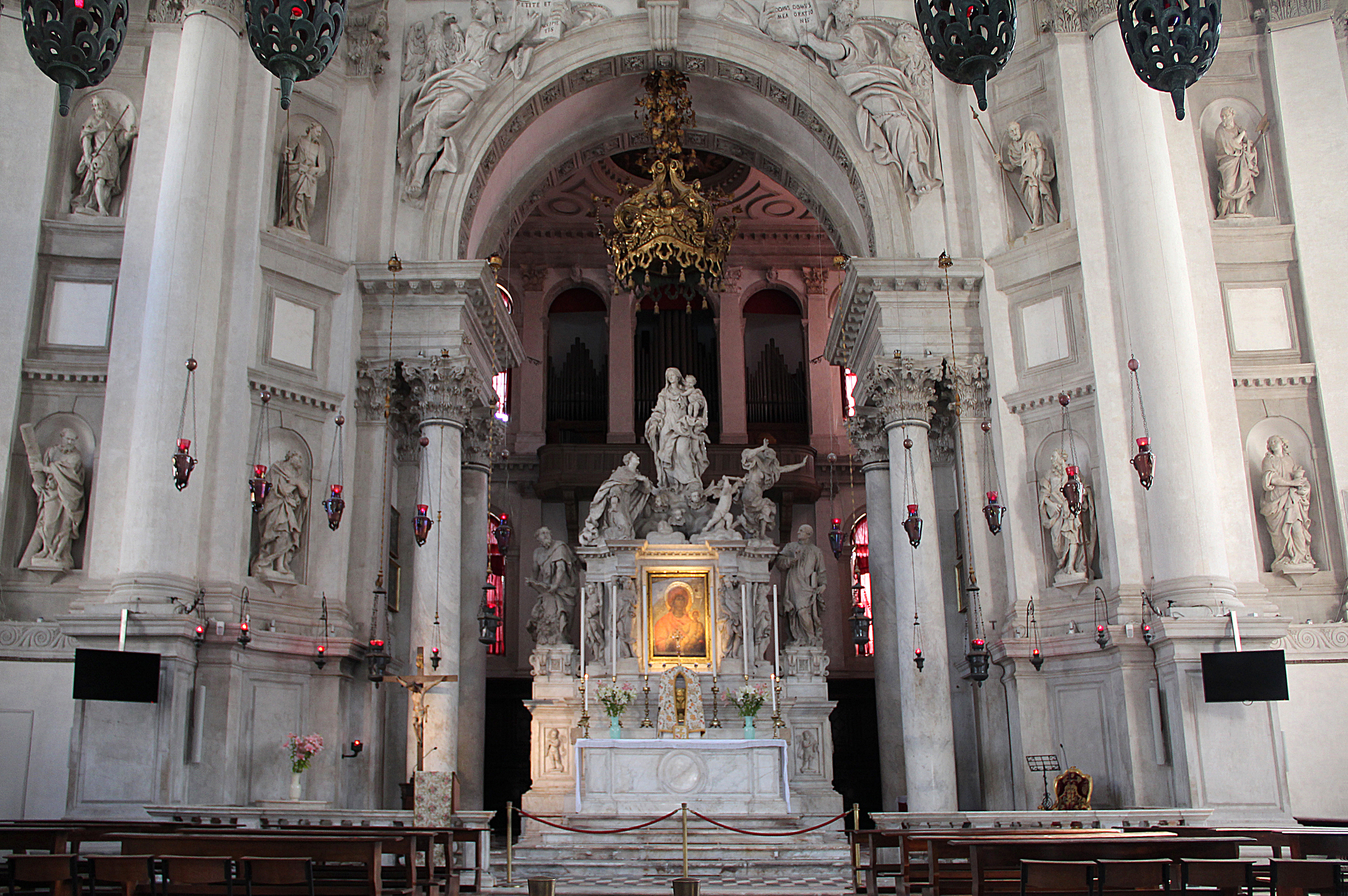
Алтарь Малой ротонды с иконой Месопандитиссы церкви Санта-Мария-делла-Салюте. Архитектор Б. Лонгена, скульптор Джусто Ле Курт. 1670—1674
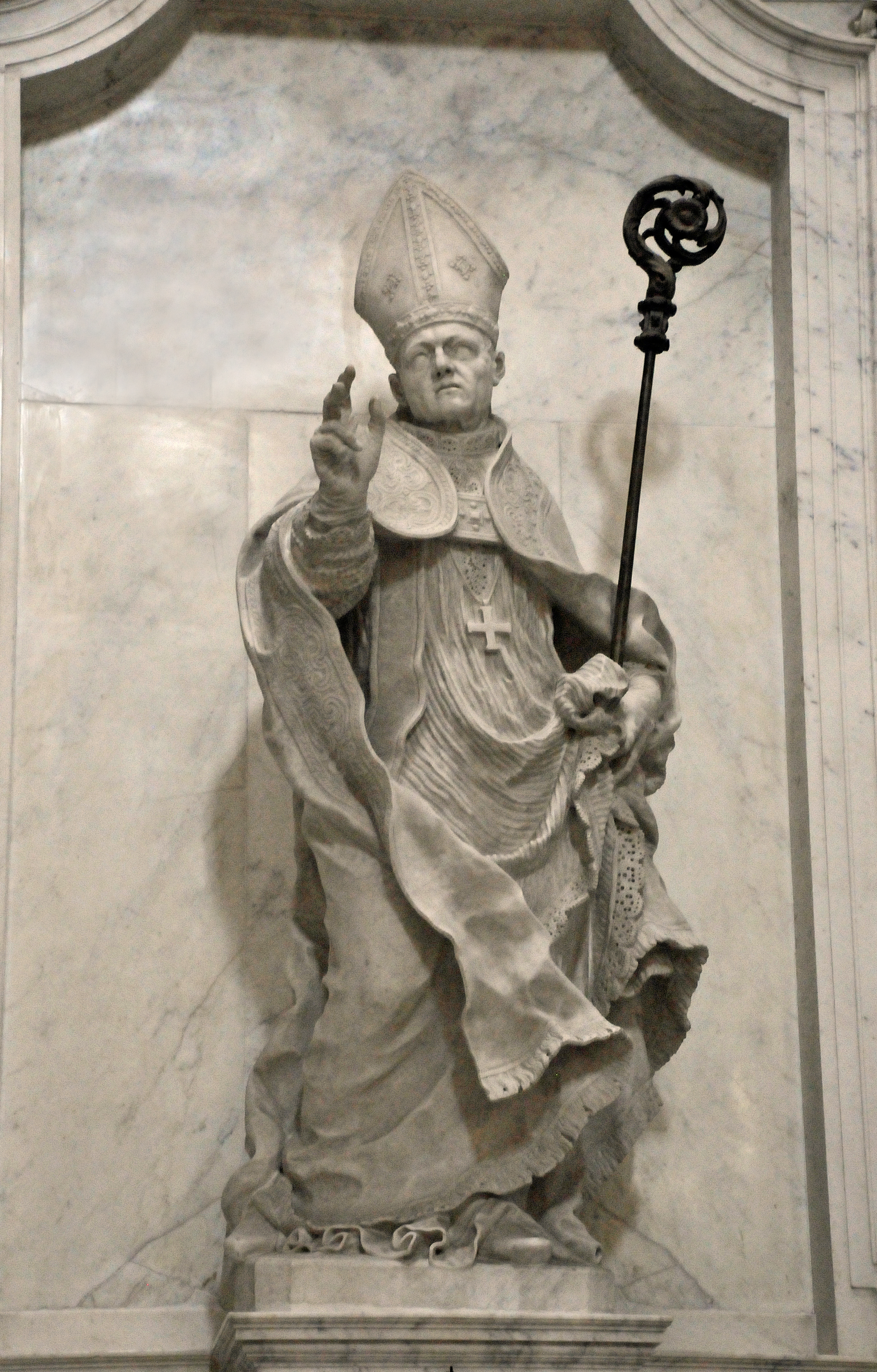
Статуя Герардо Сагредо в церкви Сан-Франческо-делла-Винья в Венеции
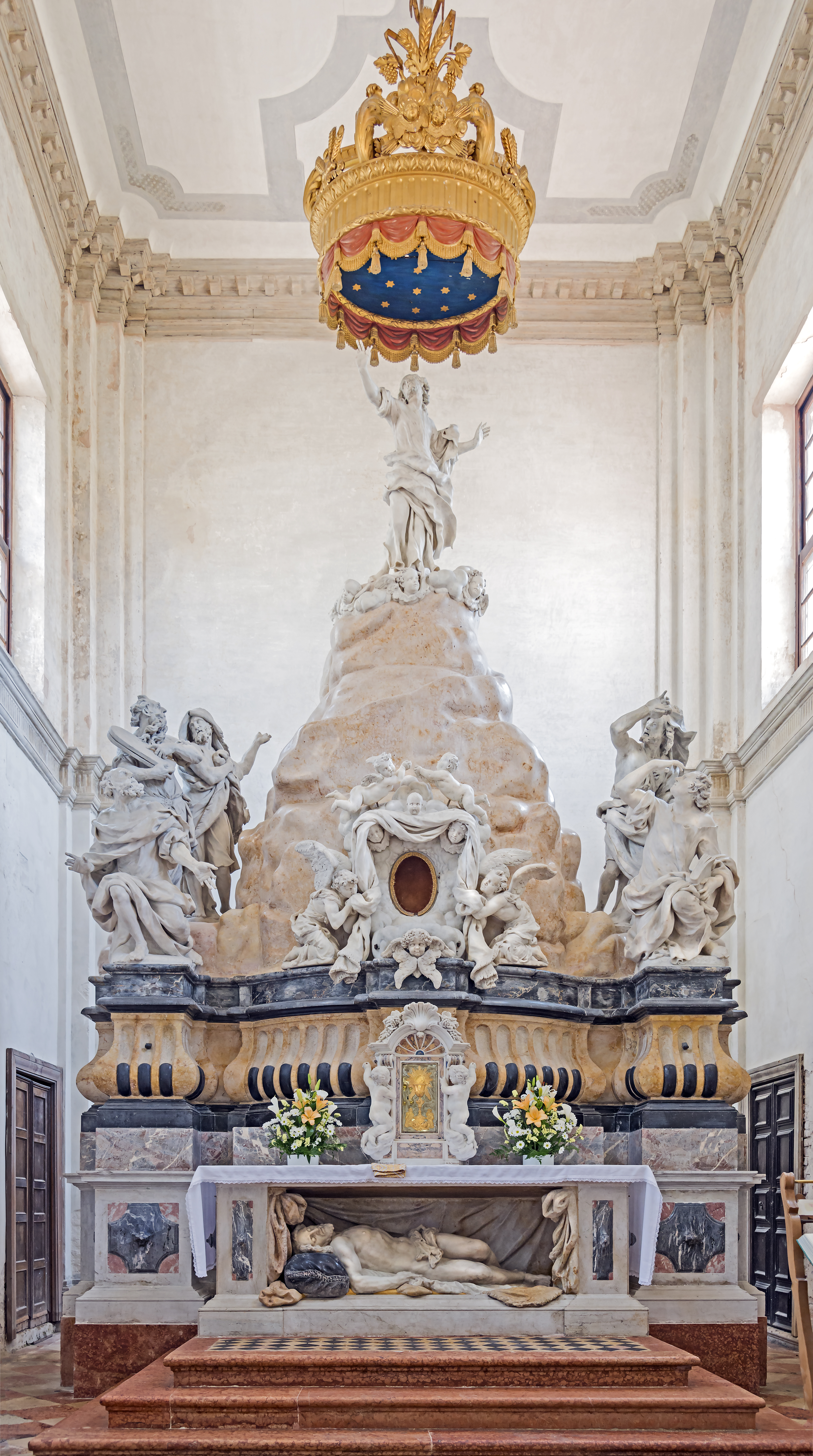
Алтарь Преображения Христа на горе Фавор. Церковь Сант-Андреа-делла-Дзирада в Венеции. 1669